# Equipe Matra Sports
A divisão esportiva da Matra recebeu o nome de Matra Sports, Equipe Matra Elf e Equipe Matra Sports (depois de uma aquisição da Simca em 1969 como Matra-Simca Division Automobile) foi fundada em 1965 e com sede em Champagne-sur-Seine (1965–1967), Romorantin-Lanthenay (1967–1969) e Vélizy-Villacoublay (1969–1979). Em 1979 a divisão de esportes foi assumida pela Peugeot e renomeado como Automobiles Talbot.
Em meados da década de 1960, a empresa teve um sucesso considerável nas corridas de Fórmula 3 e Fórmula 2. A Matra entrou na Fórmula 1 em 1967, no ano seguinte quando Jackie Stewart começou a competir pela equipe ele se mostrou ser um forte competidor, ganhando vários Grandes Prêmios e Campeão Mundial de 1969, o piloto no ano seguinte mudou-se para a Tyrrell. A equipe se retirou da Fórmula 1 em 1972.

## Campeões Mundiais
| Campeonatos | Pilotos        | Temporadas |
| ----------- | -------------- | ---------- |
| 1           | Jackie Stewart | 1969       |

## Vitórias por piloto
Jackie Stewart: 9